# Magyar duda
„A magyar duda neve bőrduda, tiliduda, vagy tömlősíp is lehet. A tömlő anyaga állatbőr, amit egyben, tömlőszerűen nyúznak le. Jellemző a birka, vagy kecskebőr tömlő, de használnak ... kutyabőrt is. E szerint nevezik, kecske, vagy kutyadudának. A kutyákat tréfásan bolhazsáknak, vagy bóhazsáknak is szokás nevezni, ami egyben kutyadudát is jelent.”
A dupla sípszáras, kontrasípos, bolhalyukas dudák a magyar dudatípus képviselői. A magyar dudákat formai gazdagságuk, különböző speciális alkatrészeik jól elkülönítik a többi Kárpát-medencében megtalálható dudatípustól. A hangszer a 19-20. században döntően három területen: a Dunántúlon, – Veszprém vármegyében, Csallóközben, és Szigetközben -, a palócok lakta vidékeken – főként az egykori Hont, Nógrád, Bars, Heves és Pest vármegyében -, valamint Szeged környékén maradt meg. Néhány szigetszerű magyar népcsoportnál, például a zoboralji magyarságnál is fellelhető. Erdély déli részén, Hunyad, Fehér és Maros megyében szintén voltak ilyen bolhalyukas kettőssípszáras hangszerek.
A bőr formája, kikészítése minden típusnál hasonló, így a dudafejek és a hozzájuk csatlakozó sípszárak, az azok végén található toldalékok, a basszussípok formai különbségei, valamint a hangszerek levegőellátásának módja adja az egyes altípusok speciális jegyeit.

## A magyar duda részei

### Koronafa vagy dudafej
A dudafej, vagy koronafa. Többnyire kecskére emlékeztető faragott állatfej, melyben derékszögű furat van. Díszítésében a kereszténységet megelőző korokból származó napkultusz nyomai fedezhetők fel. A homlokon kerek, vagy szív alakú tükör van, ami a Napot szimbolizálja. A szarvak egyenesek, végükön gömbbel, így a bika szarvát idézik, ami a hold megfelelője. A szemek pedig a csillagokat jelképezik.

### Sípszár
A duda legfontosabb része a sípszár. Ez kettőssíp. Egy dallamsípot és egy kísérősípot tartalmaz, melyek csak együttesen tudnak működni, egymást kiegészítve. A dallamsípon egy oktáv hangterjedelmű kromatikus hangsor szólaltatható meg. A kísérősíp (kontrasíp), mint neve is mutatja a ritmuskíséretet biztosítja. A magyar duda különlegessége, hogy a zene három fontos dimenziója – a melódia, a harmónia és a ritmus – egyszerre jeleníthető meg egy hangszeren.

### Bordósípszár
Mindezeket kiegészíti a bordósíp, ami a dallamsípnál két oktávval mélyebben szól.

## A palóc duda
Az északi területek duda típusának legszembeötlőbb jegye, hogy a sípszár egy fából faragott kecske- vagy kosfejbe illeszkedik. Ezeket az alkatrészeket a nagy igénybevétel miatt keményfából faragták és ólmozással, rézveretekkel. karcolt, faragott díszítéssel, tükörbetétekkel egyaránt díszíthették. A kettőssípszár dallamjátszó csövén általában öt + egy hangképző nyílás található.
A duda szerepe a nógrádi falvakban tartott legtovább, de a 30-as években gyakorlatilag itt is megszűnt. Ennek ellenére, a szegényebbek körében még az 50-es években is több helyütt létezett a dudazene iránti igény, így érthető, hogy a 20-as, 30-as években még néhány pásztorcsaládban megtörtént a zenei hagyomány természetes átadása.
Palóc dudások: Kukucska János és fia, Kukucska Ernő nógrádmegyeri, Pál István tereskei, Bertók Mihály kishartyáni, Lapáti Antal romhányi, Koós József borsosberényi, Zsíros Péter egyházasgergei, Szikora János ipolypalásti, Seres Imre középtúri, Tőzsér Ferenc lukanényei, Lukács Péter csesztvei és Palicza Jóska karancsberényi dudások. Rajtuk kívül ismert még egy zalabai és egy szügyi dudás, Varsányról egy bálintpusztai béres, illetve egy magyargéci dudás, akinek a neve sajnos nem maradt fenn, ugyanakkor Bartók 1910-es dudagyűjtésén hallható.

## A csallóközi dudák
„A Csallóközben minden ágy alatt volt egy duda.", mondta 2000-ben Ivan Mačák, a Szlovák Hangszermúzeum igazgatója. Ma azonban egyetlenegy csallóközi dudát sem találunk Szlovákiában. A budapesti Néprajzi Múzeumban található egy – igaz, nem teljes – példány. Ezt Manga János szerezte Patason, de a tulajdonosát nem ismerjük, csak a készítőjét, Gróf István, nyáradi lakost. Ezenkívül a cikolaszigeti Sós Antal dudái is megvannak teljes épségükben. Ezen hangszerek reprezentatív jellege alapján mutathatók be a csallóközi duda jellegzetességei. A dudafej nem kecske-, hanem hengerfejes. A durván megmunkált, kétfuratú sípszáron a bolhalyuk nincs kifúrva. Figyelemreméltó a kontrasíp meghosszabbításának jellegzetes csikó formájú díszítése. Sós Antal dudáin a bolhalyuk ki van fúrva, de be van tömve, azonban kecskefejjel, s nem hengerfejjel csinálta. A sípok bodzaágakból készültek. A csallóközi dudáról elmondható a szóbeli hagyományokat is figyelembe véve, hogy többnyire hengerfejes, néha kecskefejes. A bolhalyuk használatát – a ki nem fúrt, illetve betömött bolhalyukak szerint – nem ismerték ezen a vidéken. A nád- vagy bodzasípok egyszerű hasított sípok. A dudatömlőt általában kutyabőrből készítették. Dunaszerdahelyről van adat, miszerint a bőrre ábrákat festettek. Az itteni dudákat nem fújtatóval, hanem egyszerű visszacsapószeleppel ellátott fújókával (klipács) használták.

### A csallóközi dudáshagyomány
Mivel a Csallóköz földrajzilag pontosan behatárolható, könnyen azt sugallja, hogy mint néprajzi tájegység területe is ilyen egyértelmű. Ez azonban nem igaz, mert a Csallóközben fellelhető kulturális jelenségek néprajzi határai nem esnek egybe a sziget földrajzi határaival. Ennek az az oka, hogy a Duna nem elválasztotta, hanem inkább összekötötte a két partjára települt lakosokat. Egyrészt a dunai közlekedésből adódóan, másrészt a birtokviszonyok is átnyúltak a folyón – ami összefügghet a Csallóköznek a maitól eltérő vízrajzi jellemzőivel is. Ez az állandó kapcsolattartás odavezetett, hogy a szigetközi és csallóközi oldalon élő lakosságnak szinte azonos életmódja alakult ki.
A karcsai jokulátorokról szóló híradás a térség zenei életének első írásos emléke. Az oklevelek hírt adnak egy 1253-ban lefolyt perről, amelyben részt vettek Fyntur (Fintor), Fenies (Fényes), Tukam (Tokás ?), Mezam (Mézes) és Chiper (Csípős) nevezetű karcsai mulattatók. Ezek a jokulátorok zenéléssel, énekléssel, mutatványokkal szórakoztatták a közönséget, ahogy a nevük is mutatja: fintorogva, mézes-mázosan, csípős megjegyzésekkel. Ehhez hozzátartozik, hogy mind a mai napig számtalan csipkelődő, csúfolódó, kriptadikus szövegű dudanótát találhatunk a Csallóközben, amik a népzenekutatók szerint a jokulátorok dalainak késői emlékei. 1329-ben Igricfalvi Tamás jokulátorról, 1387-ben Igrichkarcsai Péterről hallunk. Végül 1447-től az igricek Karcsáját Sípos-Karcsának nevezik az okmányokban, ahogy a mai napig nevezik ezt a települést. Amint látható, a jokulátor, az igric és a sípos fogalmak egyazon foglalkozást jelölnek. Hogy a síp alatt milyen hangszer értendő, még nem egészen tisztázott, de a szájjal fújt kettős síp (lásd erről bővebben: Kontrasípos duda) mellett lehetett az akkor népszerű duda is, amit a későbbi korok folyamán a tájnyelvben is többször sípnak neveztek.
A csallóközi dudáshagyományról összefoglalva elmondható, hogy a kárpát-medencei dudáshagyomány egyik dialektusát képviseli, amely a csallóközi szilaj pásztorkodás meglétéből kifolyólag – más területekhez hasonlóan – a pásztortársadalomban koncentrálódott.
Csallóközi dudások, többek között Sós Antal cikolaszigeti, Magyarics Gábor és Balog István nagymegyeri, Laki Mihály nyárasdi, Kollárovits Lukács bagotai, pásztorok, valamint a Tankó fivérek (Mihály és Antal) Jókáról voltak.

## A dunántúli dudák
A 20. századra a Dunántúlon a Bakonyban, a Kisalföldön, a Velencei-tó környékén, a Duna és a Dráva mentén maradtak meg hangszerek. Ezek közül az egyik típus a palóc dudára hasonlít. A dudafejeket keményfából faragták stilizált kecskefejformára. A szemüreget ólommal töltötték ki, a homlokon háromszög alakú tükörbetét található.
A másik típus a Dél-Dunántúlon, főként Berzence, Csurgó környékén maradt fenn.
Dunántúli ismert dudások: Jankovics Imre és Káplár János

## A dél-alföldi (Szeged környéki) dudák
A harmadik nagy terület Szeged környéke, ahol a hangszerek díszeként speciális dudafejeket készítettek ember-, menyecske-, kosfejes formára faragva, melyet minden esetben festéssel is díszítettek.
A hangszer levegőellátását minden ismert hangszernél fújtatóval biztosították, amelyet mindkét oldalon bőrrel fedett párnával láttak el, és a játékosok bőrszíjjal rögzítették az oldalukra.
Dél-alföldi dudások: Csonka Bukusza Tanács Ignác szegedi , Csipak András csólyospálosi, Kovács János gádorosi és Csóti Gyapjas Antal ruzsai dudások.

## Moldvai „síposok”
„Erdélyben a pásztorkodással együtt oláhokra maradt a magyarok első muzsikája. A papi fejedelem kedvenc hangszere annyira divatját multa, hogy magyar dudásról 1900 óta nem is lehetett hallani." – írja Kodály Zoltán 1937-ben. Talán ezért nem keresték a néprajzkutatók a magyar dudát a Kárpátokon túl, a moldvai csángó falvakban. 1973 és 1997 között összesen 6 csángó és egy román dudást talált Stuber György Moldvában, akik még meg tudták szólaltatni a dudát. Ezen a területen még a magyar duda régies megnevezését, a sípot használták a hangszer megjelölésére.
Nem pásztorok, mint a Kárpát-medencében, hanem falusiak használták a dudát egészen az 1960-as évekig.
Moldvai dudások: Dima Mihály (szül. 1926) és Minuc Péter (szül. 1925) ploszkucéni, Duma (Porondi) János (szül. 1890-es években) nagypataki, Gusás József (szül. 1938) somoskai, Kotyorka Antal klézsei, Mesterke Gergely (1923) külsőrekecsini és Zsitár (Csurárka) János magyar, valamint Nicolae Mircea (szül. 1935) zabolai román dudás.

## A magyar duda a társadalomban és a szokásokban
Durva leegyszerűsítés volna azt hinni, hogy a hangszeres népzenének kizárólag szolgáltató funkciója van, és a mulatság vagy a szertartás zenei kiszolgálásán kívül nincs semmi szerepe. Számos példa igazolja, hogy a régi ember hétköznapjaiban a zene milyen fontos szerepet töltött be. Ennek csak egy példája az „unalmában furulyázgató pásztor”, hiszen a népdalok zömét is otthon „unalmukban dalolgató asszonyoktól” ismerjük.
Nem véletlen, hogy a fosztók, fonók igen gyakran szerveződtek a pásztorok lakásán. Az őszi behajtástól a tavaszi kihajtásig otthon tartózkodó pásztor kiválóan l tudta szórakoztatni a közönséget meséivel, tréfáival, és nem utolsósorban hangszereivel. A pásztorok által őrzött kultúra, ahogy azt az ördöngös dudásokról szóló történetek is bemutatják, bőven tartalmazott olyan elemeket, melyek az egyházak tanításaitól távol állnak, ezért a fonózás évszázadokon keresztül szálka volt az egyházak és a hivatalosság szemében. A fonózás egyik fontos központja éppen ott alakult ki, ahol ezt a kultúrát a tiltásokkal dacolva a leghívebben őrizték és adták tovább – a pásztorházban.
Pál István így emlékezik vissza: „Apám olyan jószívű volt, hogy ha szóltak neki a 20-as években, hogy 'nincs pénzünk cigányokat fogadni, Pistánk, húzzál nekünk csak két óra hosszát!' – 'Jó, gazda, majd elmegyek.' Elment, az annyit ihatott volna, meg ivott is, de fizetést a világért el nem vett semmit. Ha bepakoltak neki süteményt, vagy öt liter borocskát, nagyon megköszönte, ... így elment. De a fizetséget nem vette el. Mikor „dolgozott”, rontást hárított, gyógyított, el nem vett a világért semmit. Azt mondt nekem: 'Gyerekem, ezt ne csináld soha! Krisztus Urunk, amikor a földön járt, az tanított, de nem pénzért. És aki megtartotta az igéjét, az gazdag volt. De ha megkínálták valamivel, azt elfogadta'”
Az, hogy a lakodalmi dudálásért sem fogadtak el fizetséget, arra utal, hogy korábban a zenét lényegében éppúgy magasabb, szellemi szolgáltatásnak tekintették, mint a tudós pásztori szolgálatokat. Így érthető, hogy a pásztorok polgároknak, vagy nemeseknek – tehát olyanoknak, akik gondolkodásában és zsebében egyaránt meghatározóbb volt a pénz – egyáltalán nem voltak hajlandók zenélni: „Tintafosóknak nem dudálok!” – így szólt idősebb Pál István sommás állásfoglalása a kérdésről.
A cigánybandáknál szokásos „nótaparancsolással” ellentétben, a dudástól csak kérni lehetett a nótát, mert nem fogadott el pénzt a zenélésért. Még a 20-as években a dudás félig-meddig meghívott vendég volt a lakodalmakban, nem fizetett alkalmazott.

## Tudós pásztorok, ördöngös dudások
A furulyát és a dudát a pásztoroktól eredeztetik a mesék, azonban míg a furulya Isten, addig a duda az ördög teremtménye. Furulyán és dudán egyaránt lehet jól játszani, „ördöngösen” azonban csak dudán lehet. Koós József, a híres furulyás-dudás pásztor is ilyen ördöngös tudományra vágyott, legalábbis ezt mondta Pál Istvánnak: „Tudod, fiam, én milyen dudás szeretnék lenni. Olyan, mint amilyet a régi öregek emlegetnek, hogy földobta a vállára, vagy bedobta az ágy alá, vagy ő mulatott, a duda meg a szögön szólt. De ezt csak mondták, de én még nem hallottam, de hát mondják, én is mondom” Az ördöngös dudás, akinek hangszere akkor is szól, ha nem fújja, szinte minden dudás történet főszereplője.
Ahogyan Pál István édesapja, idősebb Pál István is, tudós pásztorként főként a jószág gyarapítására, gyógyításra, a rossz idő elhárítására, idegen ártó erőktől való védelemre használták. A tudományt legtöbbször az ördögtől eredeztették. Számtalan példa van rá, hogy a táltosnak kiválasztott emberek az öreg táltosokkal folytatott viadal – bika és farkas képében – során váltak beavatottá. Tudásukkal mindig a falut szolgálták, de fizetséget ezért soha nem fogadtak el. A tudósok a haláluk előtt a tudomány átadását kötelezőnek tartották, mert ha nem sikerült átadni, akkor az ördög elvitte őket a pokolba.
A duda nem feltétlen jár együtt a táltossággal, de az ördöngös dudást „tudományos” embernek tartották. Pásztorként természetfeletti erővel rendelkeztek az állatok felett- például a pásztorbotjára akasztott cifraszűr körül ottmaradnak az állatok akkor is, ha ő maga messze jár. Azonban ezt a tudományt csak addig lehet használni, míg el nem mondják másnak. A tudós pásztor tehát kettős szorításban él: ha élni akar tudományával, hallgatnia kell, de ha időben nem talál olyat, aki át meri venni tőle, akkor elkárhozik. Pontosan így tudta ezt a szigetközi Sós Antal is. Ugyanakkor az ördöngös dudálás és a tudós pásztorség nem feltétlenül jár együtt. Pál István, apjához hasonlóan rendelkezett „tudománnyal”, azonban nem tudott sosem ördöngösen dudálni.
A tudós pásztorok rítusai általában a falu javát szolgálták. A falusi pásztorok fokhagymakereszttel védték az állatokat Luca napján, vesszőgúzzsal varázsoltak termékenységet Ádám-Évakor, gyertyával hárították a rontást csapásokról nagypénteken, gyógyítottak embert, állatot, hárítottak el rontást a ház körül. Ezekért a szolgálatokért éppúgy nem fogadtak el fizetséget, ahogy a zeneszolgáltatásért sem.

## Publikált hangfelvételek
- Szikora János dudál in: Martin György gyűjtéséből: Ipolypalást 1967.
- Szikora János énekel in: Martin György gyűjtéséből: Ipolypalást 1967.